# Seznam olympijských medailistek v boxu
Tato je seznam olympijských medailistek v boxu na LOH.

## Muší váha
| Rok      | Kategorie | Zlato                                  | Stříbro                             | Bronz                                            | Bronz                               |
| -------- | --------- | -------------------------------------- | ----------------------------------- | ------------------------------------------------ | ----------------------------------- |
| LOH 2012 | do 51 kg  | Nicola Adamsová · Velká Británie (GBR) | Ren Cancanová · Čína (CHN)          | Marlen Esparzaová · Spojené státy americké (USA) | Mary Komová · Indie (IND)           |
| LOH 2016 | do 51 kg  | Nicola Adamsová · Velká Británie (GBR) | Sarah Ourahmouneová · Francie (FRA) | Ren Cancanová · Čína (CHN)                       | Ingrit Valenciaová · Kolumbie (COL) |
| LOH 2020 | do 51 kg  | Stoyka Krasteva · Bulharsko (BUL)      | Buse Naz Çakıroğlu · Turecko (TUR)  | Tsukimi Namiki · Japonsko (JPN)                  | Huang Hsiao-wen · Tchaj-wan (TPE)   |
| LOH 2024 | do 50 kg  | Wu Yu · Čína (CHN)                     | Buse Naz Çakıroğlu · Turecko (TUR)  | Nazym Kyzaibay · Kazachstán (KAZ)                | Aira Villegas · Filipíny (PHI)      |

## Bantamová váha
| Rok      | Kategorie | Zlato                   | Stříbro                      | Bronz                              | Bronz                        |
| -------- | --------- | ----------------------- | ---------------------------- | ---------------------------------- | ---------------------------- |
| LOH 2024 | do 54 kg  | Chang Yuan · Čína (CHN) | Hatice Akbaş · Turecko (TUR) | Pang Chol-mi · Severní Korea (PRK) | Im Ae-ji · Jižní Korea (KOR) |

## Pérová váha
| Rok      | Kategorie | Zlato                         | Stříbro                         | Bronz                                      | Bronz                           |
| -------- | --------- | ----------------------------- | ------------------------------- | ------------------------------------------ | ------------------------------- |
| LOH 2020 | do 57 kg  | Sena Irie · Japonsko (JPN)    | Nesthy Petecio · Filipíny (PHI) | Karriss Artingstall · Velká Británie (GBR) | Irma Testa · Itálie (ITA)       |
| LOH 2024 | do 57 kg  | Lin Yu-ting · Tchaj-wan (TPE) | Julia Szeremeta · Polsko (POL)  | Esra Yıldız · Turecko (TUR)                | Nesthy Petecio · Filipíny (PHI) |

## Lehká váha
| Rok      | Kategorie | Zlato                           | Stříbro                           | Bronz                              | Bronz                                |
| -------- | --------- | ------------------------------- | --------------------------------- | ---------------------------------- | ------------------------------------ |
| LOH 2012 | do 60 kg  | Katie Taylorová · Irsko (IRL)   | Sofya Ochigava · Rusko (RUS)      | Adriana Araujo · Brazílie (BRA)    | Mavzuna Chorieva · Tádžikistán (TJK) |
| LOH 2016 | do 60 kg  | Estelle Mossely · Francie (FRA) | Yin Junhua · Čína (CHN)           | Mira Potkonen · Finsko (FIN)       | Anastasia Belyakova · Rusko (RUS)    |
| LOH 2020 | do 60 kg  | Kellie Harrington · Irsko (IRL) | Beatriz Ferreira · Brazílie (BRA) | Sudaporn Seesondee · Thajsko (THA) | Mira Potkonen · Finsko (FIN)         |
| LOH 2024 | do 60 kg  | Kellie Harrington · Irsko (IRL) | Yang Wenlu · Čína (CHN)           | Wu Shih-yi · Tchaj-wan (TPE)       | Beatriz Ferreira · Brazílie (BRA)    |

## Velterová váha
| Rok      | Kategorie | Zlato                             | Stříbro               | Bronz                                | Bronz                                      |
| -------- | --------- | --------------------------------- | --------------------- | ------------------------------------ | ------------------------------------------ |
| LOH 2020 | do 69 kg  | Busenaz Sürmeneli · Turecko (TUR) | Gu Hong · Čína (CHN)  | Lovlina Borgohain · Indie (IND)      | Oshae Jones · Spojené státy americké (USA) |
| LOH 2024 | do 66 kg  | Imane Khelif · Alžírsko (ALG)     | Yang Liu · Čína (CHN) | Janjaem Suwannapheng · Thajsko (THA) | Chen Nien-chin · Tchaj-wan (TPE)           |

## Střední váha
| Rok      | Kategorie | Zlato                                           | Stříbro                            | Bronz                               | Bronz                                       |
| -------- | --------- | ----------------------------------------------- | ---------------------------------- | ----------------------------------- | ------------------------------------------- |
| LOH 2012 | do 75 kg  | Claressa Shields · Spojené státy americké (USA) | Nadezda Torlopova · Rusko (RUS)    | Li Jinzi · Čína (CHN)               | Marina Volnova · Kazachstán (KAZ)           |
| LOH 2016 | do 75 kg  | Claressa Shields · Spojené státy americké (USA) | Nouchka Fontijn · Nizozemsko (NED) | Dariga Shakimova · Kazachstán (KAZ) | Li Qian · Čína (CHN)                        |
| LOH 2020 | do 75 kg  | Lauren Price · Velká Británie (GBR)             | Li Qian · Čína (CHN)               | Nouchka Fontijn · Nizozemsko (NED)  | Zemfira Magomedalieva · Sportovci ROV (ROC) |
| LOH 2024 | do 75 kg  | Li Qian · Čína (CHN)                            | Atheyna Bylon · Panama (PAN)       | Caitlin Parker · Austrálie (AUS)    | Cindy Ngamba · Tým uprchlíků (EOR)          |